# Samognat
Samognat ist eine französische Gemeinde mit 645 Einwohnern (Stand 1. Januar 2022) im Département Ain in der Region Auvergne-Rhône-Alpes. Sie gehört zum Kanton Pont-d’Ain im Arrondissement Nantua.

## Geographie
Samognat liegt auf 437 m, etwa sechs Kilometer westlich der Stadt Oyonnax und 27 Kilometer ostnordöstlich der Präfektur Bourg-en-Bresse (Luftlinie). Das Bauerndorf erstreckt sich im nördlichen Bugey, auf einem Geländevorsprung östlich des Oignin im Jura, in einem Talkessel, in dem der Oignin durch die Talsperre von Moux aufgestaut wird.
Die Fläche des 14,01 km² großen Gemeindegebiets umfasst einen Abschnitt des südlichen französischen Juras. Der südwestliche Teil des Gebietes wird vom ungefähr zwei Kilometer breiten Talkessel von Samognat eingenommen, der eine Synklinale im Faltenjura bildet. In diesem Talkessel befindet sich der langgezogene Stausee von Moux. Nach Osten reicht das Gemeindeareal über einen dicht bewaldeten Hang bis auf den Höhenzug (Bois de Samognat), der die Juralängstäler von Oignin und Ange (Oyonnax) trennt.
Unterhalb von Samognat überwindet der Oignin mit mehreren Wasserfällen eine Höhenstufe und fließt danach bis zu seiner Mündung in den Ain in einem tief eingeschnittenen Tal. In einem schmalen Streifen erstreckt sich der Gemeindeboden nordwärts und umfasst dabei die steile östliche Talflanke des Oignin respektive des Ain. Mit 731 m wird auf dem Höhenrücken des Bois de Diesse die höchste Erhebung von Samognat erreicht. Ganz im Norden hat Samognat Anteil am Lac de Coiselet, einem Stausee des Ain.
Zu Samognat gehören neben dem eigentlichen Ort auch verschiedene Weiler und Hofgruppen, darunter (von Süden nach Norden):
- Condamine de la Belloire (420 m) am südlichen Rand des Talkessels von Samognat
- Les Combelles (470 m) östlich an das Dorf anschließend
- Arfontaine (560 m) auf einem Geländevorsprung am östlichen Talhang des Oignin
- Royère (370 m) am östlichen Talhang des Oignin

Nachbarorte von Samognat sind Coisia (Gemeinde Thoirette-Coisia) und Dortan im Norden, Oyonnax und Géovreisset im Osten, Izernore im Süden sowie Matafelon-Granges im Westen.

## Geschichte
Erstmals urkundlich erwähnt wird Samognat im Jahr 1158 unter dem Namen Samonia. Im Lauf der Zeit wandelte sich die Schreibweise über Samonies (1250), Samogniacus (1351) und Samogniaz (1500) zu Samogna (1650). Seit dem 11. Jahrhundert gehörte Samognat zum Besitz der Herren von Thoire-Villars und kam 1402 unter die Oberhoheit der Grafen von Savoyen. Mit dem Vertrag von Lyon gelangte das Dorf im Jahre 1601 an Frankreich.

### Bevölkerungsentwicklung
| Jahr                       | 1962 | 1968 | 1975 | 1982 | 1990 | 1999 | 2006 | 2013 | 2021 |
| -------------------------- | ---- | ---- | ---- | ---- | ---- | ---- | ---- | ---- | ---- |
| Einwohner                  | 110  | 119  | 156  | 238  | 285  | 422  | 627  | 677  | 660  |
| Quellen: Cassini und INSEE |      |      |      |      |      |      |      |      |      |

Mit 645 Einwohnern (Stand 1. Januar 2022) gehört Samognat zu den kleinen Gemeinden des Départements Ain. Nachdem die Einwohnerzahl in der ersten Hälfte des 20. Jahrhunderts abgenommen hatte (1891 wurden noch 310 Personen gezählt), wurde seit Beginn der 1960er Jahre wieder eine deutliche Bevölkerungszunahme verzeichnet. Seither hat sich die Einwohnerzahl fast versechsfacht. Die Ortsbewohner von Samognat heißen auf Französisch Samognatis.

## Sehenswürdigkeiten
Die Dorfkirche Saint-Barthélemy von Samognat wurde ursprünglich im gotischen Stil errichtet, später jedoch mehrfach verändert. Sehenswert sind auch die Wasserfälle Saut de Charmines und Saut de l’Oignin am Oignin.

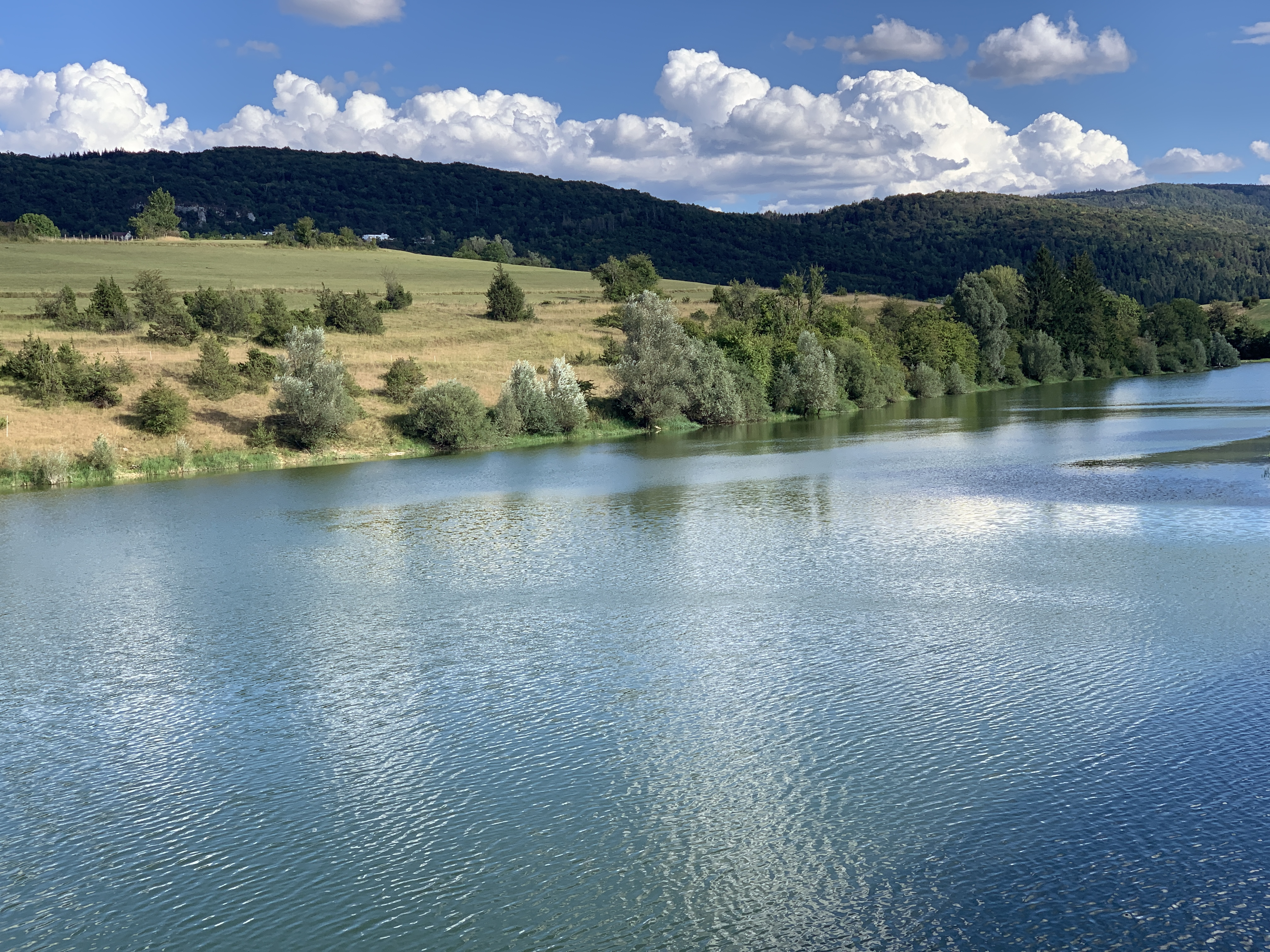
Lac de Charmine-Moux
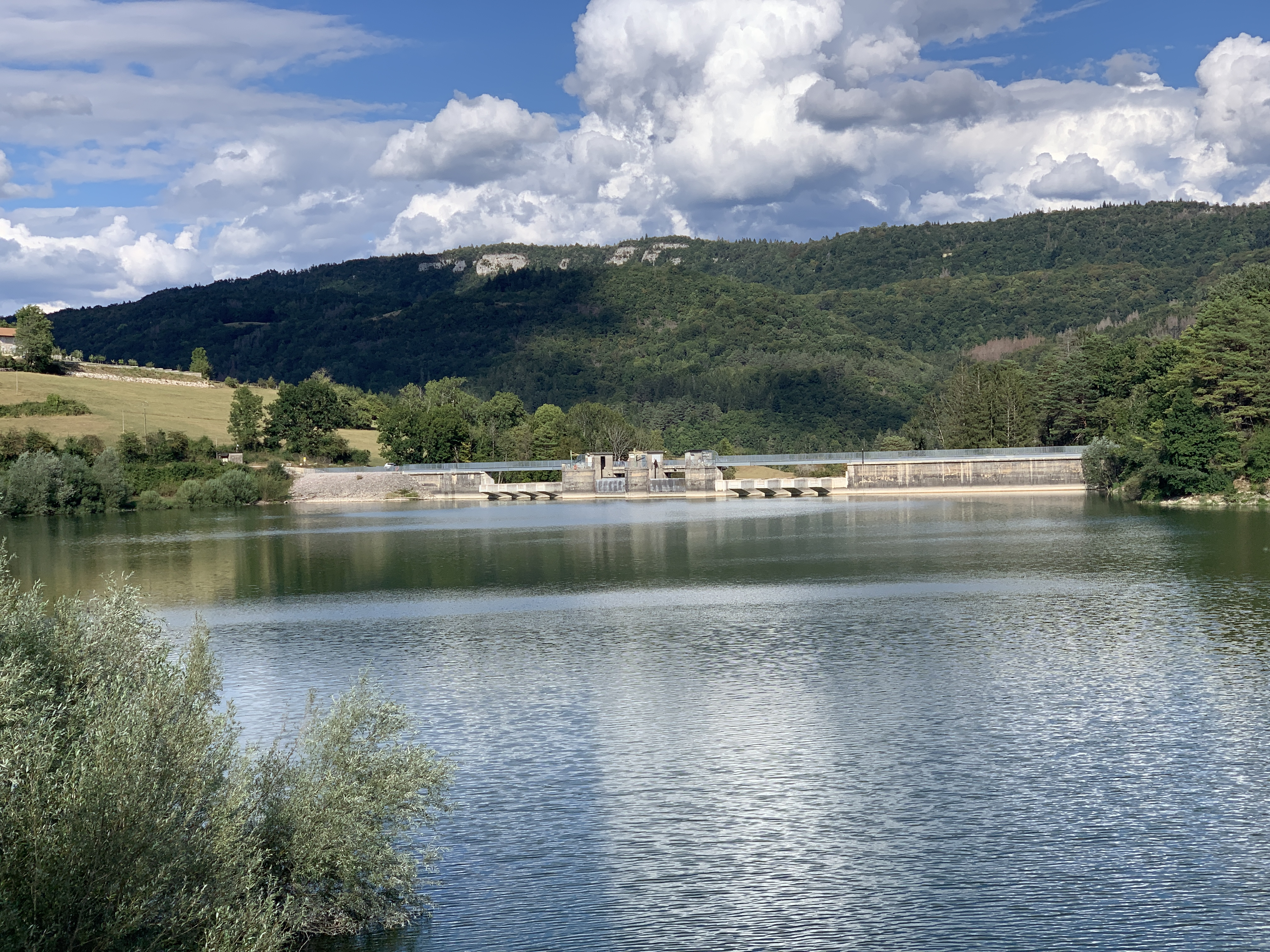
Talsperre Charmine
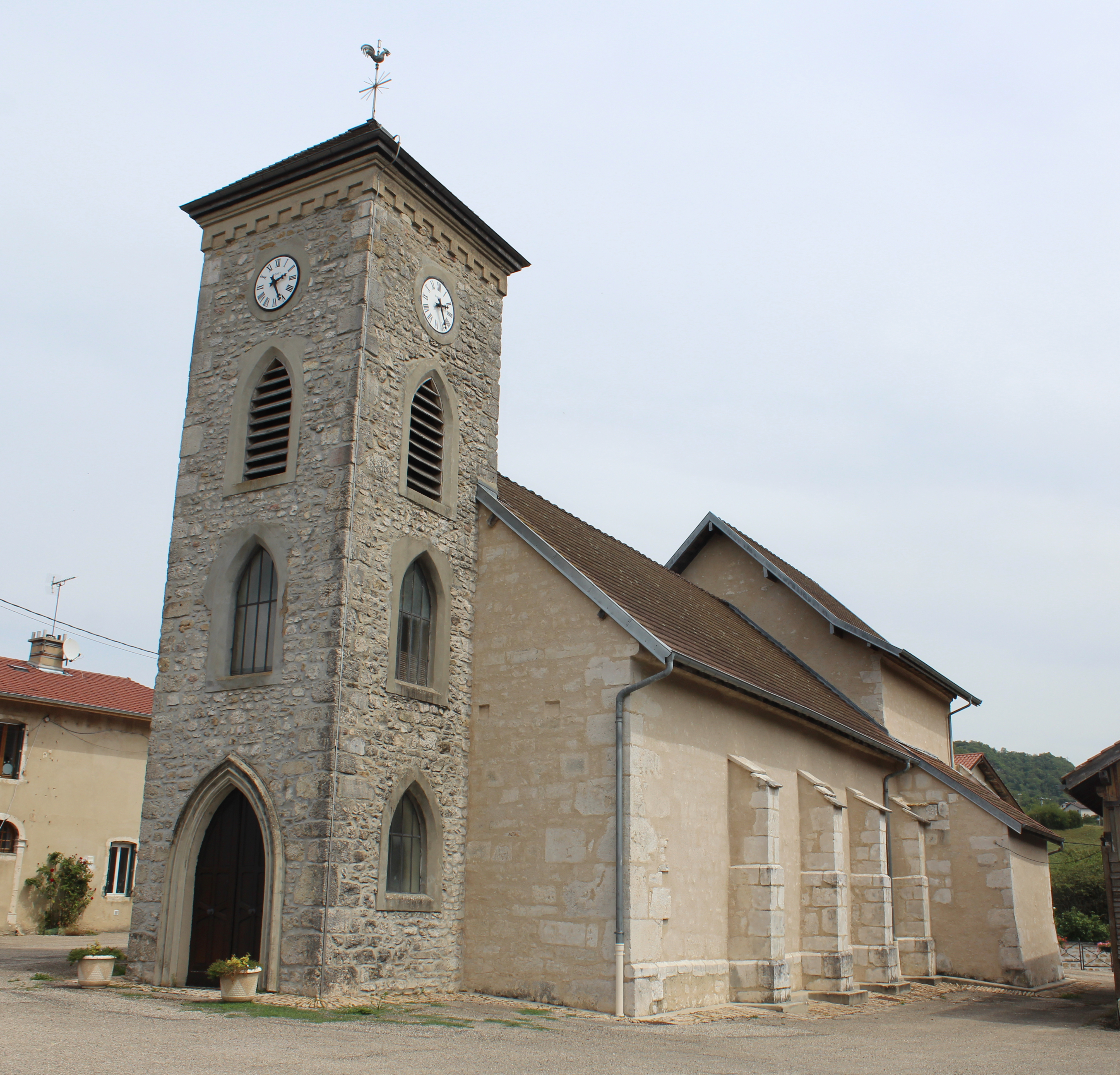
Kirche Saint-Barthélemy
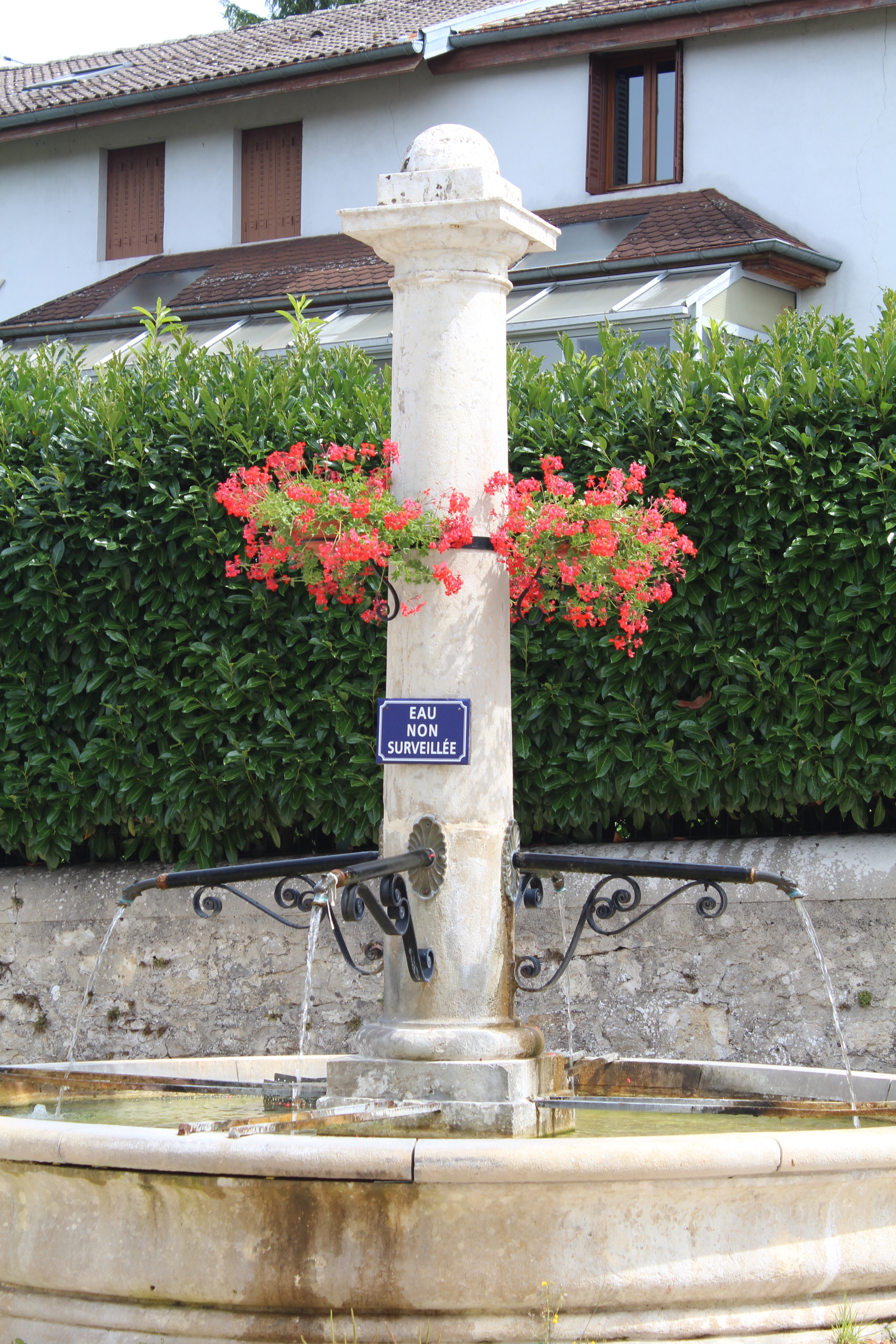
Brunnen
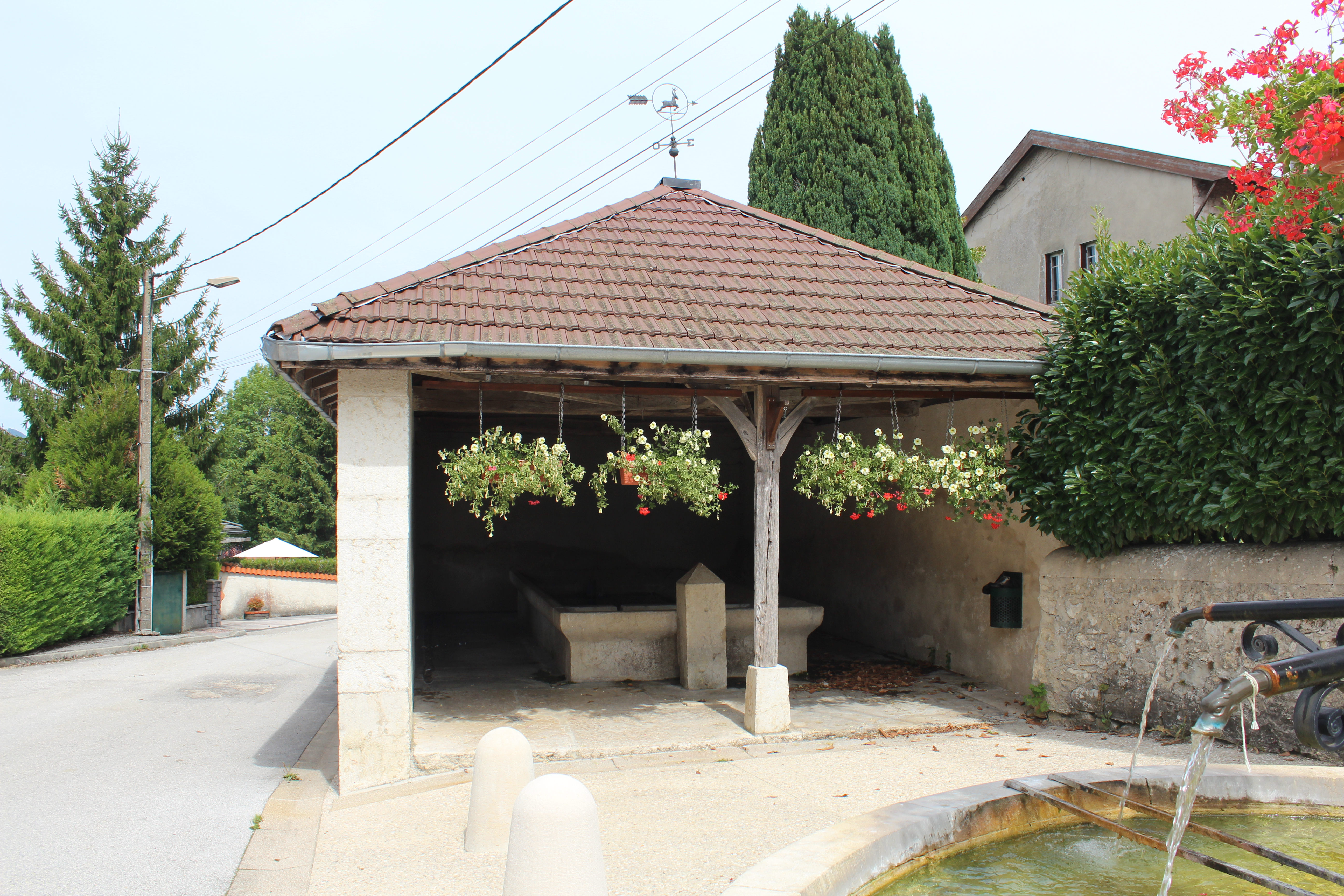
Lavoir
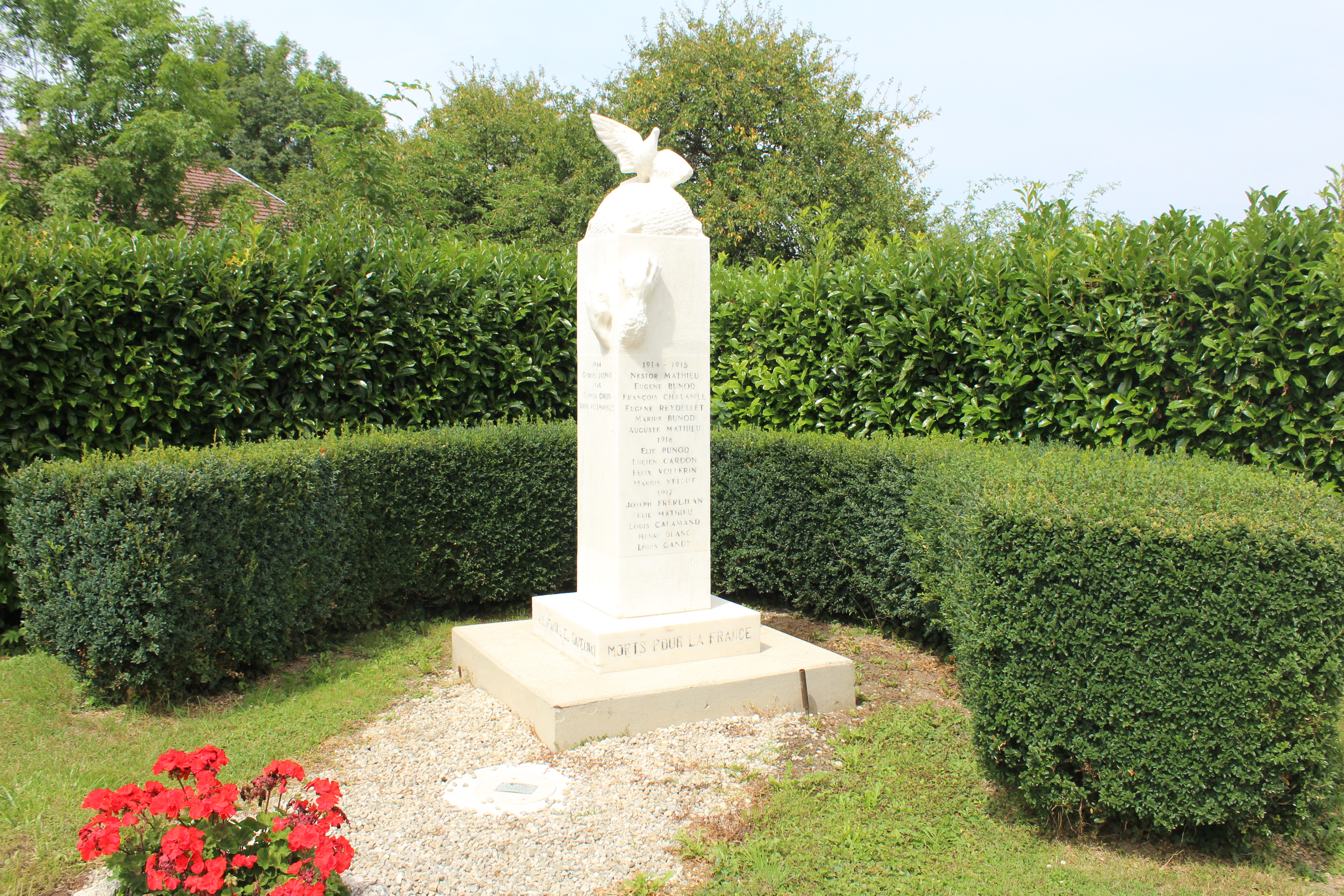
Gefallenendenkmal

## Wirtschaft und Infrastruktur
Samognat war bis ins 20. Jahrhundert hinein ein vorwiegend durch die Landwirtschaft, insbesondere Milchwirtschaft und Viehzucht, sowie die Forstwirtschaft geprägtes Dorf. In der ersten Hälfte des 20. Jahrhunderts ließen sich am Oignin verschiedene Betriebe nieder, die von der Wasserkraft abhängig waren, darunter Mühlen, eine Drechslerei, eine Kamm- und eine Knopffabrik. Heute gibt es nur noch einige Betriebe des lokalen Kleingewerbes sowie die Wasserkraftwerke an Oignin und Ain. Mittlerweile hat sich das Dorf zu einer Wohngemeinde gewandelt. Viele Erwerbstätige sind Wegpendler, die in den größeren Ortschaften der Umgebung ihrer Arbeit nachgehen.
Die Ortschaft liegt abseits der größeren Durchgangsstraßen an einer Departementsstraße, die von Oyonnax nach Thoirette führt. Weitere Straßenverbindungen bestehen mit Izernore, Chancia und Coisia. Der nächste Anschluss an die Autobahn A404 (Saint-Martin-du-Frêne – Oyonnax) befindet sich in einer Entfernung von rund acht Kilometern.